# Futbolniy Klub Yakutiya
O Futbolniy Klub Kazanka (em russo: футбольный клуб «Якутия»") é um clube de futebol extinto da Rússia, sediado na cidade de Iacutusque, na república da Iacútia.
Já foi chamado de Dínamo Yakutsk (1991–1996), Montazhnik Yakutsk (1997–2003), FC Yakutsk (2004–2007), Fakel-ShVSM (2008–2009) e ShVSM (2010). Ao subir para a Segunda Divisão Russa, ganhou o nome que durou até o final de suas atividades, quando não obteve a licença profissional para a temporada 2016–17 devido a problemas financeiros, que já assolavam o clube desde 2012. A dissolução foi oficializada em abril de 2017.
Mandava seus jogos no Tuymaada Stadium, com capacidade para 12.800 lugares. Suas cores eram branco e azul.